# Équipe de France de football en 1927
Chronologie
Saison précédente Saison suivante
L'équipe de France joue cinq matches en 1927 pour un nul et quatre défaites. 
Prévu le 13 février, le match contre le Portugal est repoussé en raison de troubles politiques.
Le Red Star Olympique boycotte l'équipe de France en raison du refus de la FFFA d'accorder la licence A à Marcel Domergue. Aucun joueur du Red Star ne participe aux matches internationaux cette année.

## Les matchs
| Date          | Stade                                           | Adversaire | Score  | Comp | Buteurs français                     |
| 16 mars 1927  | Lumiar Lisbonne, Portugal                       | Portugal   | D 0-4  | A    | -                                    |
| 24 avril 1927 | Stade olympique Yves-du-Manoir Colombes, France | Italie     | N 3-3  | A    | Taisne (16e & 52e) & Sottiault (89e) |
| 22 mai 1927   | Stade olympique Yves-du-Manoir Colombes, France | Espagne    | D 1-4  | TPL  | Boyer (22e)                          |
| 26 mai 1927   | Stade olympique Yves-du-Manoir Colombes, France | Angleterre | D 0-6  | A    | -                                    |
| 14 juin 1927  | Stade de l'Üllői út Budapest, Hongrie           | Hongrie    | D 1-13 | A    | Dewaquez                             |

A : match amical, TPL : Tournoi des Pays Latin

## Les joueurs
| Joueurs                                                         |    |    |     |    |     |
| Gardiens de but                                                 |    |    |     |    |     |
| Jacques Dhur (Stade français) (1reet dernière sélection)        | 90 |    |     |    |     |
| Maurice Cottenet (AS Cannes) (dernières sélections)             |    | 90 | 90  |    | 90  |
| Alexis Thépot (Armoricaine de Brest) (1resélection)             |    |    |     | 90 |     |
| Défenseurs                                                      |    |    |     |    |     |
| Urbain Wallet (Amiens AC)                                       | 90 | 90 | 90  | 90 | 90  |
| Jacques Mairesse (FC Sète) (1resélection)                       | 90 |    |     |    |     |
| André Rollet (FEC Levallois) (uniques sélections)               |    | 90 | 90  | 90 | 28  |
| Jean Fidon (CA Paris) (1reet dernière sélection)                |    |    |     |    | r62 |
| Milieux                                                         |    |    |     |    |     |
| Jacques Wild (Stade français) (1resélection)                    | 90 | 90 | 90  | 90 | 90  |
| Louis Cazal (FC Cette) (1resélection)                           | 90 |    | 90  |    |     |
| Philippe Bonnardel (US Quevilly) (23eet dernière sélection)     | 90 |    |     |    |     |
| Robert Dauphin (Stade français)                                 |    | 90 | 90  | 90 |     |
| François Hugues (FC Lyon) (dernières sélections)                |    | 90 |     | 90 |     |
| Aimé Durbec (Olympique de Marseille) (1reet dernière sélection) |    |    |     |    | 90  |
| René Dedieu (SO Montpellier) (6eet dernière sélection)          |    |    |     |    | 90  |
| Attaquants                                                      |    |    |     |    |     |
| Julien Sottiault (US Saint Thomas)(uniques sélections)          | 90 | 90 | 90  | 70 | 90  |
| André Hurtevent (SC Abbeville) (1reet dernière sélection)       | 90 |    |     |    |     |
| Charles Bardot (AS Cannes) (2esélection)                        | 90 |    |     |    |     |
| Édouard Crut (Olympique de Marseille) (8eet dernière sélection) | 90 |    |     |    |     |
| Georges Bonello (FC Blidéen) (3eet dernière sélection)          | 90 |    |     |    |     |
| Maurice Gallay (Olympique de Marseille)                         |    | 90 | 40  | 90 | 90  |
| Jules Dewaquez (Olympique de Marseille)                         |    | 90 | 60  |    | 90  |
| Georges Taisne (Amiens AC) (uniques sélections)                 |    | 90 |     | 90 | 90  |
| André Maschinot (US Belfort) (1resélection)                     |    | 90 |     |    |     |
| Guillaume Lieb (FC Lyon)                                        |    |    | 90  | 90 | 90  |
| Marcel Langiller (CA Paris) (1resélection)                      |    |    | r45 | 90 |     |
| Jean Boyer (Olympique de Marseille) (14esélection)              |    |    | 90  |    |     |